# Leonardo Spinazzola
Leonardo Spinazzola (Foligno, 25 marzo 1993) è un calciatore italiano, difensore o centrocampista del Napoli. Con la nazionale italiana è stato campione d'Europa nel 2021.

## Biografia
Nel giugno del 2023 si sposa ad Assisi con Miriam, dopo tredici anni di fidanzamento.

## Caratteristiche tecniche
Di piede destro, dopo gli inizi a centrocampo emerge come terzino sinistro, all'occorrenza impiegabile anche a destra. Calciatore dalle spiccate doti fisiche e atletiche, resistente allo sforzo e che eccelle nel cambio di passo, tra le sue migliori qualità c'è il dribbling, in particolare finte, sterzate e doppi passi che gli consentono di superare con facilità l'avversario: tale abilità lo rende molto efficace nell'uno contro uno e nelle giocate in rapidità.
Calciatore dalla grande velocità, palla al piede non disdegna l'entrata dentro al campo per scaricare poi in diagonale verso la punta o l'esterno opposto; il suo stile di gioco è caratterizzato da tocchi di prima in rapidità, affondi lungo le corsie laterali e attacchi in profondità. Di converso, si mostra carente nell'anticipo aereo e nell'accorciare sull'avversario. Per le sue giocate è stato paragonato a Gianluca Zambrotta, al quale lo stesso Spinazzola ha dichiarato d'ispirarsi.

## Carriera

### Club

#### Gli inizi tra Siena, Juventus e prestiti
Cresce nel settore giovanile della Virtus Foligno, rimanendovi dai 6 ai 14 anni, venendo poi prelevato dal Siena. Dopo un triennio in Toscana, nel 2010 viene acquistato dalla Juventus. Rimane nel vivaio bianconero per il successivo biennio, partecipando alla vittoria del Torneo di Viareggio 2012 (in cui viene premiato come miglior giocatore della competizione).
Nel luglio del 2012 il club torinese lo manda in prestito all'Empoli, dove Spinazzola debutta in Serie B il 1º settembre 2012, alla seconda giornata, entrando al posto di Andrea Cristiano; due settimane più tardi mette a segno la prima rete tra i cadetti, nella partita persa contro il Livorno. Prelevato dal Lanciano in prestito nel gennaio 2013, conclude in Abruzzo la stagione.
Torna in prestito a Siena per la stagione 2013-2014, ancora tra i cadetti, poi fa rientro alla Juventus per il sopravvenuto fallimento della società toscana.

#### Atalanta, Vicenza e Perugia

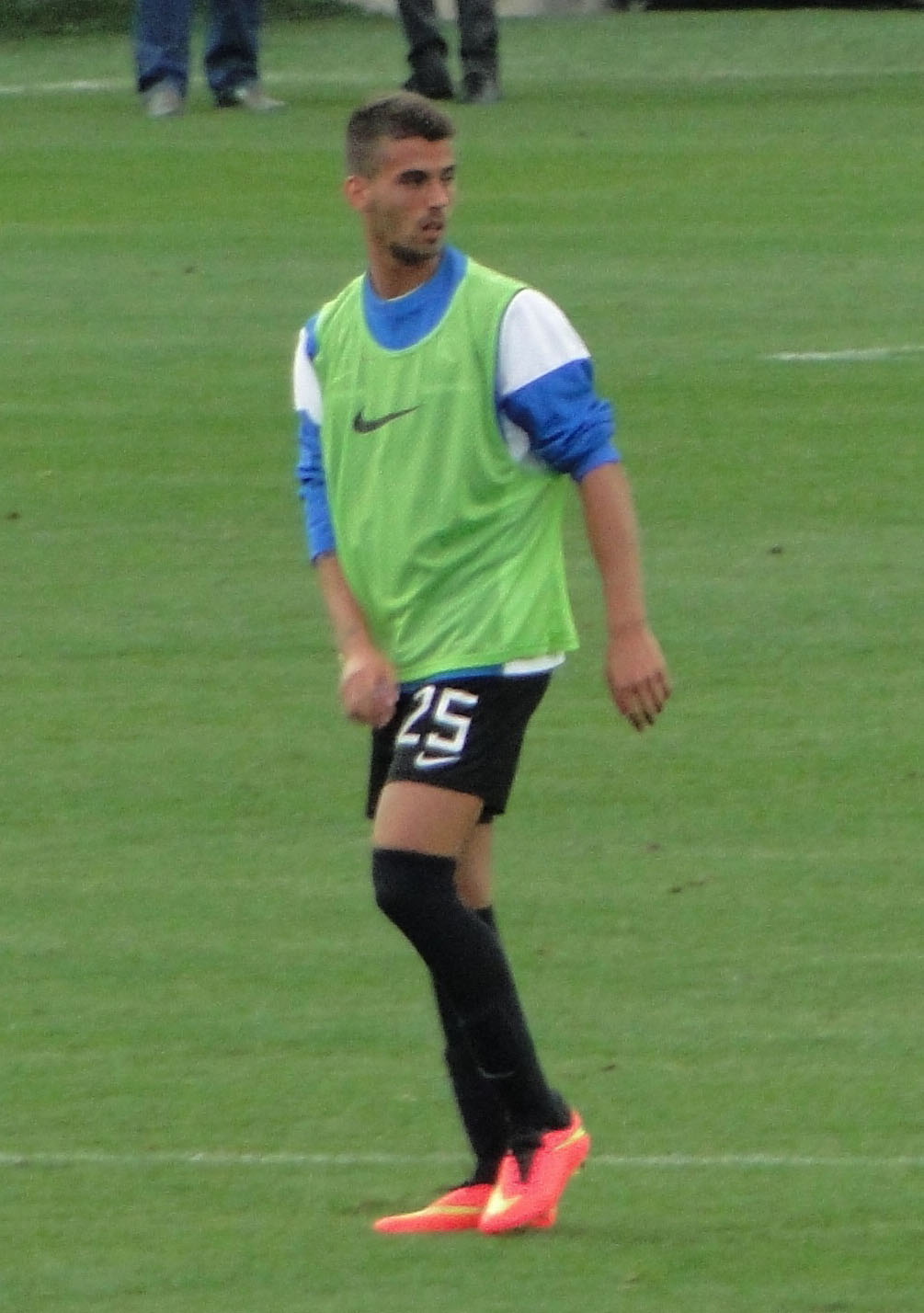
Spinazzola in riscaldamento prepartita nel 2014, durante la sua prima esperienza bergamasca.

L'11 agosto 2014 si trasferisce a titolo temporaneo all'Atalanta. Fa il suo esordio in gare ufficiali con la squadra bergamasca il 23 dello stesso mese, in Atalanta-Pisa (2-0) di Coppa Italia, nella quale realizza anche il suo primo gol con la nuova squadra. Il successivo 31 agosto, a 21 anni, fa il suo esordio in Serie A, subentrando a Marcelo Estigarribia alla prima giornata di campionato.
Il 2 febbraio 2015 passa in prestito al Vicenza, in Serie B: lascia quindi dopo sei mesi Bergamo con un bilancio totale di un gol in 5 presenze (2 in Serie A e 3 in Coppa Italia) con la maglia nerazzurra. Cinque giorni dopo il suo approdo alla squadra berica, debutta nel finale della partita vinta per 3-1 in casa contro il Perugia; con i veneti colleziona in tutto 10 presenze, la maggior parte delle quali subentrando dalla panchina.
Nel luglio 2015 passa in prestito proprio al Perugia, sempre tra i cadetti. Con gli umbri s'impone subito titolare, pur disputando un anonimo campionato di centro classifica; la stagione è tuttavia una svolta per Spinazzola sul piano personale poiché, nel corso della stessa, il tecnico Pierpaolo Bisoli lo imposta definitivamente come terzino.

#### I ritorni a Bergamo e Torino
Nell'estate del 2016 viene nuovamente ceduto, stavolta in prestito biennale, all'Atalanta, con cui gioca la sua prima partita della stagione 2016-2017 il 13 agosto 2016, scendendo in campo da titolare nella vittoria casalinga per 3-0 nel terzo turno di Coppa Italia contro la Cremonese. Viene impiegato con continuità dall'allenatore Gian Piero Gasperini e ottiene 30 presenze in un campionato storico per gli orobici, chiuso al quarto posto della classifica, loro miglior piazzamento di sempre in Serie A. Nell'annata seguente, l'ultima a Bergamo, il 28 settembre 2017 debutta nelle coppe europee, nella partita della fase a gironi di UEFA Europa League pareggiata per 1-1 in casa dell'Olympique Lione. La stagione del difensore s'interrompe tuttavia nella primavera 2018: quella che all'apparenza pare una semplice distorsione al ginocchio destro si palesa come una lesione del legamento crociato anteriore, che lo costringe all'intervento chirurgico.
Ancora convalescente dall'intervento al ginocchio, nel luglio del 2018 fa ritorno alla Juventus. I postumi dell'infortunio fanno slittare il suo rientro in campo, tanto che il giocatore debutta in maglia bianconera non prima del 12 gennaio 2019, nella vittoriosa gara di Coppa Italia sul campo del Bologna (2-0). Il successivo 12 marzo esordisce anche in UEFA Champions League, nella partita di ritorno degli ottavi di finale vinta per 3-0 a Torino contro l'Atlético Madrid. Ottiene solamente 10 presenze in campionato, ma nella sua unica stagione con la Juventus si fregia della vittoria della Supercoppa italiana e dello scudetto, i primi trofei della sua carriera.

#### Roma
Nel giugno 2019 viene ceduto a titolo definitivo alla Roma, coinvolto in uno scambio di mercato che contestualmente porta Luca Pellegrini a Torino, più 7,5 milioni di euro nelle casse dei bianconeri. Debutta in maglia giallorossa il successivo 15 settembre, in occasione del successo casalingo di campionato contro il Sassuolo (4-2); quattro giorni dopo debutta in giallorosso anche in UEFA Europa League, nella partita vinta in casa contro l'İstanbul Başakşehir (4-0). Il 3 ottobre seguente Spinazzola segna la prima rete per la Roma, nonché la sua prima in campo internazionale, nella trasferta di UEFA Europa League contro il Wolfsberger (1-1).
Frattanto nel gennaio del 2020 è molto vicino a vestire la maglia dell'Inter in uno scambio che avrebbe visto Politano fare il percorso inverso, tanto che per entrambi furono effettuate le visite mediche di rito, salvo poi sfumare il tutto in seguito a un ripensamento dei nerazzurri. Rimasto quindi a Roma, il successivo 19 luglio trova il primo gol coi giallorossi in massima serie, nel 2-2 interno proprio contro i milanesi. Nel finale di stagione, ma soprattutto in quella successiva, diviene uno degli inamovibili del tecnico Paulo Fonseca.
Il grave infortunio patito nel luglio 2021 con la maglia della nazionale, durante il campionato d'Europa 2020, lo costringe a saltare la quasi totalità della stagione seguente. Fa il suo rientro in campo con la Roma dopo dieci mesi, il 9 maggio 2022, allo scadere della sconfitta esterna 2-0 in campionato contro la Fiorentina. Il 25 dello stesso mese partecipa al successo nella UEFA Europa Conference League, il primo trofeo confederale della storia giallorossa oltreché per lo stesso Spinazzola, subentrando nel corso della vittoriosa finale di Tirana contro il Feyenoord (1-0).
Rientrato in pianta stabile nelle rotazioni della squadra giallorossa nel corso della stagione 2022-2023, il 23 febbraio 2023 l'esterno serve gli assist per le reti, rispettivamente di Belotti e Dybala, che consentono alla Roma di superare per 2-0 il Salisburgo nella gara di ritorno dei play-off di UEFA Europa League, guadagnando così la qualificazione per gli ottavi di finale. Il 28 dello stesso mese torna al gol dopo 727 giorni, andando a rete nella sconfitta esterna 2-1 contro la Cremonese in campionato. Infine, il 31 maggio, scende in campo da titolare nella finale della UEFA Europa League, disputata a Budapest e persa ai tiri di rigore contro il Siviglia.
Spinazzola lascia la Roma al termine della stagione 2023-2024, alla scadenza naturale del proprio contratto; ha totalizzato 151 presenze, 7 reti e 21 assist in cinque stagioni con la maglia giallorossa.

#### Napoli
Il 10 luglio 2024 viene ingaggiato a parametro zero dal Napoli, sempre in Serie A. Debutta in maglia azzurra il successivo 10 agosto, in occasione dei trentaduesimi di Coppa Italia, scendendo in campo da titolare nella gara interna contro il Modena, pareggiata per 0-0; viene sostituito nel corso della ripresa, non prendendo parte al vittorioso epilogo ai tiri di rigore. Il 2 febbraio 2025 segna il suo primo gol con i partenopei, proprio sul campo della sua ex squadra romanista, siglando il momentaneo vantaggio nella partita di campionato poi pareggiata per 1-1. Al termine della stagione si laurea campione d'Italia con gli azzurri: è il secondo scudetto in carriera per Spinazzola, che chiude l'annata con 30 presenze complessive.

### Nazionale

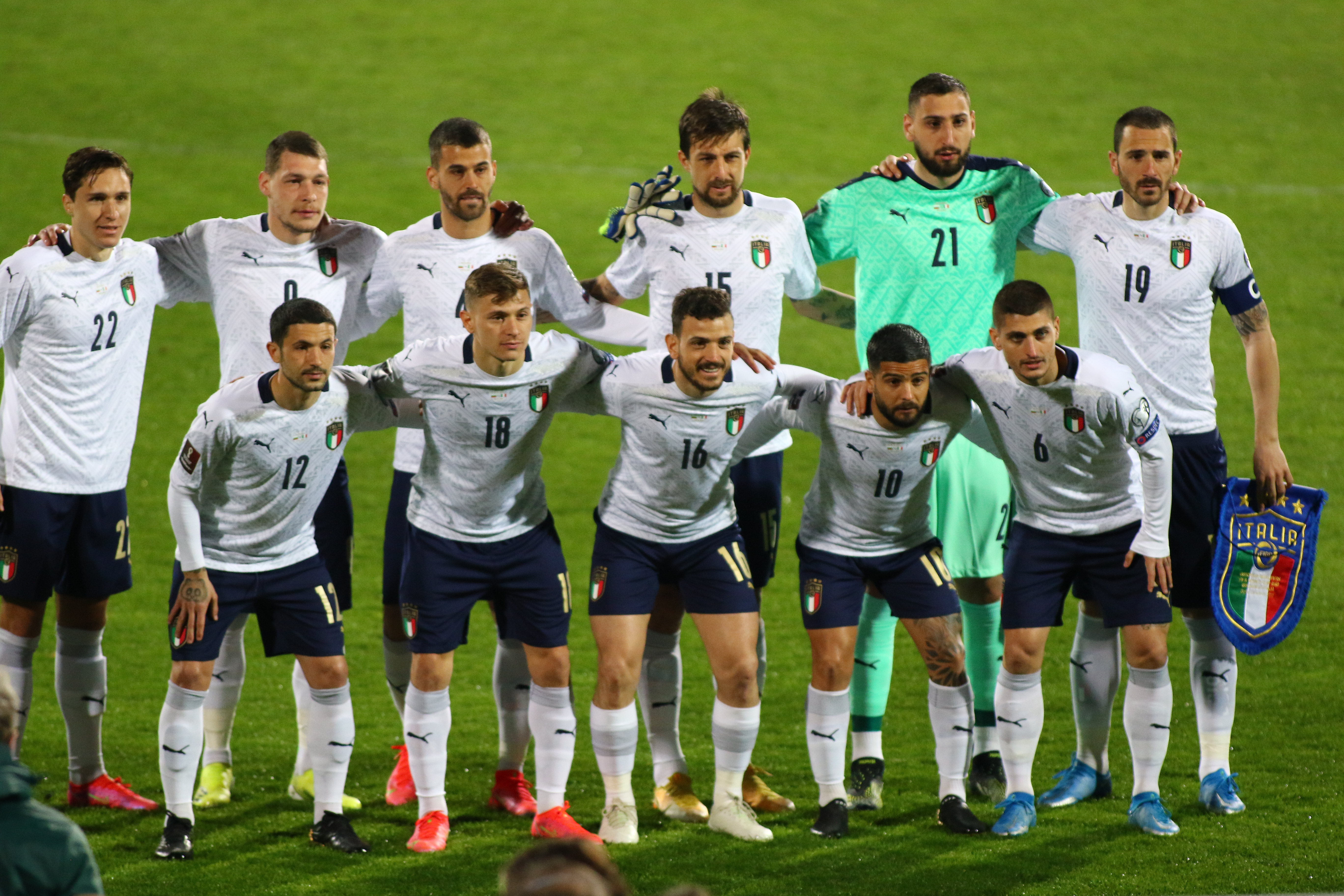
Spinazzola (in piedi, terzo da sinistra) in nazionale nel 2021

Ha giocato in maglia azzurra giovanile 2 partite amichevoli, una con l'Under-19 e l'altra con l'Under-20.
Il 18 marzo 2017 riceve la sua prima chiamata in nazionale maggiore, da parte del commissario tecnico Gian Piero Ventura, in occasione della gara contro l'Albania valevole per le qualificazioni UEFA al campionato del mondo 2018. Debutta il 28 marzo 2017, a 24 anni, subentrando a Zappacosta al 62' della vittoriosa amichevole contro i Paesi Bassi (2-1) ad Amsterdam. Il 7 giugno seguente viene schierato per la prima volta titolare nell'amichevole di Nizza vinta 3-0 contro l'Uruguay.
Dal 2019 viene utilizzato con continuità dal CT Roberto Mancini, alternandosi con Emerson Palmieri come terzino sinistro.
Nel giugno 2021 è inserito nella rosa dei 26 convocati per il campionato d'Europa 2020, posticipato di un anno a causa della pandemia di COVID-19. Scelto come titolare, si segnala tra i migliori elementi dell'edizione, venendo eletto miglior giocatore della partita inaugurale, giocata a Roma e vinta per 3-0 contro la Turchia, e della sfida degli ottavi di finale a Wembley contro l'Austria, battuta per 2-1 ai tempi supplementari; tuttavia, nella gara dei quarti di finale vinta dagli azzurri per 2-1 contro il Belgio, subisce la rottura del tendine di Achille sinistro, terminando anzitempo il suo torneo. Laureatosi campione d'Europa in virtù della vittoria azzurra nella finale di Londra contro i padroni di casa dell'Inghilterra, Spinazzola viene inoltre inserito nell'XI All Star Team dell'edizione.
Nel giugno 2023 viene inserito nella lista dei 23 convocati per la fase finale della UEFA Nations League 2022-2023, chiusa dagli azzurri al terzo posto.

## Statistiche

### Presenze e reti nei club
Statistiche aggiornate al 1º luglio 2025.
| Stagione        | Squadra         | Campionato      | Campionato | Campionato | Coppe nazionali | Coppe nazionali | Coppe nazionali | Coppe continentali | Coppe continentali | Coppe continentali | Altre coppe | Altre coppe | Altre coppe | Totale | Totale |
| Stagione        | Squadra         | Comp            | Pres       | Reti       | Comp            | Pres            | Reti            | Comp               | Pres               | Reti               | Comp        | Pres        | Reti        | Pres   | Reti   |
| --------------- | --------------- | --------------- | ---------- | ---------- | --------------- | --------------- | --------------- | ------------------ | ------------------ | ------------------ | ----------- | ----------- | ----------- | ------ | ------ |
| 2012-gen. 2013  | Empoli          | B               | 7          | 1          | CI              | 1               | 0               | -                  | -                  | -                  | -           | -           | -           | 8      | 1      |
| gen.-giu. 2013  | Lanciano        | B               | 3          | 0          | CI              | 0               | 0               | -                  | -                  | -                  | -           | -           | -           | 3      | 0      |
| 2013-2014       | Siena           | B               | 24         | 1          | CI              | 2               | 0               | -                  | -                  | -                  | -           | -           | -           | 26     | 1      |
| 2014-feb. 2015  | Atalanta        | A               | 2          | 0          | CI              | 3               | 1               | -                  | -                  | -                  | -           | -           | -           | 5      | 1      |
| feb.-giu. 2015  | Vicenza         | B               | 10         | 0          | CI              | 0               | 0               | -                  | -                  | -                  | -           | -           | -           | 10     | 0      |
| 2015-2016       | Perugia         | B               | 34         | 0          | CI              | 0               | 0               | -                  | -                  | -                  | -           | -           | -           | 34     | 0      |
| 2016-2017       | Atalanta        | A               | 30         | 0          | CI              | 2               | 0               | -                  | -                  | -                  | -           | -           | -           | 32     | 0      |
| 2017-2018       | Atalanta        | A               | 18         | 0          | CI              | 1               | 0               | UEL                | 6                  | 0                  | -           | -           | -           | 25     | 0      |
| Totale Atalanta | Totale Atalanta | Totale Atalanta | 50         | 0          |                 | 6               | 1               |                    | 6                  | 0                  |             | -           | -           | 62     | 1      |
| 2018-2019       | Juventus        | A               | 10         | 0          | CI              | 1               | 0               | UCL                | 1                  | 0                  | SI          | 0           | 0           | 12     | 0      |
| 2019-2020       | Roma            | A               | 24         | 1          | CI              | 0               | 0               | UEL                | 8                  | 1                  | -           | -           | -           | 32     | 2      |
| 2020-2021       | Roma            | A               | 27         | 2          | CI              | 1               | 0               | UEL                | 11                 | 0                  | -           | -           | -           | 39     | 2      |
| 2021-2022       | Roma            | A               | 3          | 0          | CI              | 0               | 0               | UECL               | 1                  | 0                  | -           | -           | -           | 4      | 0      |
| 2022-2023       | Roma            | A               | 26         | 1          | CI              | 1               | 0               | UEL                | 13                 | 1                  | -           | -           | -           | 40     | 2      |
| 2023-2024       | Roma            | A               | 24         | 1          | CI              | 2               | 0               | UEL                | 10                 | 0                  | -           | -           | -           | 36     | 1      |
| Totale Roma     | Totale Roma     | Totale Roma     | 104        | 5          |                 | 4               | 0               |                    | 43                 | 2                  |             | -           | -           | 151    | 7      |
| 2024-2025       | Napoli          | A               | 27         | 1          | CI              | 3               | 0               | -                  | -                  | -                  | -           | -           | -           | 30     | 1      |
| 2025-2026       | Napoli          | A               | -          | -          | CI              | -               | -               | UCL                | -                  | -                  | SI          | -           | -           | -      | -      |
| Totale Napoli   | Totale Napoli   | Totale Napoli   | 27         | 1          |                 | 3               | 0               |                    | -                  | -                  |             | -           | -           | 30     | 1      |
| Totale carriera | Totale carriera | Totale carriera | 269        | 8          |                 | 17              | 1               |                    | 50                 | 2                  |             | 0           | 0           | 336    | 11     |

### Cronologia presenze e reti in nazionale
| Cronologia completa delle presenze e delle reti in nazionale ― Italia | Cronologia completa delle presenze e delle reti in nazionale ― Italia | Cronologia completa delle presenze e delle reti in nazionale ― Italia | Cronologia completa delle presenze e delle reti in nazionale ― Italia | Cronologia completa delle presenze e delle reti in nazionale ― Italia | Cronologia completa delle presenze e delle reti in nazionale ― Italia | Cronologia completa delle presenze e delle reti in nazionale ― Italia | Cronologia completa delle presenze e delle reti in nazionale ― Italia |
| Data                                                                  | Città                                                                 | In casa                                                               | Risultato                                                             | Ospiti                                                                | Competizione                                                          | Reti                                                                  | Note                                                                  |
| --------------------------------------------------------------------- | --------------------------------------------------------------------- | --------------------------------------------------------------------- | --------------------------------------------------------------------- | --------------------------------------------------------------------- | --------------------------------------------------------------------- | --------------------------------------------------------------------- | --------------------------------------------------------------------- |
| 28-3-2017                                                             | Amsterdam                                                             | Paesi Bassi                                                           | 1 – 2                                                                 | Italia                                                                | Amichevole                                                            | -                                                                     | 62’                                                                   |
| 7-6-2017                                                              | Nizza                                                                 | Italia                                                                | 3 – 0                                                                 | Uruguay                                                               | Amichevole                                                            | -                                                                     |                                                                       |
| 11-6-2017                                                             | Udine                                                                 | Italia                                                                | 5 – 0                                                                 | Liechtenstein                                                         | Qual. Mondiali 2018                                                   | -                                                                     |                                                                       |
| 2-9-2017                                                              | Madrid                                                                | Spagna                                                                | 3 – 0                                                                 | Italia                                                                | Qual. Mondiali 2018                                                   | -                                                                     |                                                                       |
| 9-10-2017                                                             | Scutari                                                               | Albania                                                               | 0 – 1                                                                 | Italia                                                                | Qual. Mondiali 2018                                                   | -                                                                     |                                                                       |
| 23-3-2019                                                             | Udine                                                                 | Italia                                                                | 2 – 0                                                                 | Finlandia                                                             | Qual. Euro 2020                                                       | -                                                                     | 90+1’                                                                 |
| 26-3-2019                                                             | Parma                                                                 | Italia                                                                | 6 – 0                                                                 | Liechtenstein                                                         | Qual. Euro 2020                                                       | -                                                                     |                                                                       |
| 12-10-2019                                                            | Roma                                                                  | Italia                                                                | 2 – 0                                                                 | Grecia                                                                | Qual. Euro 2020                                                       | -                                                                     |                                                                       |
| 7-9-2020                                                              | Amsterdam                                                             | Paesi Bassi                                                           | 0 – 1                                                                 | Italia                                                                | UEFA Nations League 2020-2021 - 1º turno                              | -                                                                     |                                                                       |
| 14-10-2020                                                            | Bergamo                                                               | Italia                                                                | 1 – 1                                                                 | Paesi Bassi                                                           | UEFA Nations League 2020-2021 - 1º turno                              | -                                                                     |                                                                       |
| 25-3-2021                                                             | Parma                                                                 | Italia                                                                | 2 – 0                                                                 | Irlanda del Nord                                                      | Qual. Mondiali 2022                                                   | -                                                                     | 75’                                                                   |
| 28-3-2021                                                             | Sofia                                                                 | Bulgaria                                                              | 0 – 2                                                                 | Italia                                                                | Qual. Mondiali 2022                                                   | -                                                                     |                                                                       |
| 31-3-2021                                                             | Vilnius                                                               | Lituania                                                              | 0 – 2                                                                 | Italia                                                                | Qual. Mondiali 2022                                                   | -                                                                     | 55’                                                                   |
| 4-6-2021                                                              | Bologna                                                               | Italia                                                                | 4 – 0                                                                 | Rep. Ceca                                                             | Amichevole                                                            | -                                                                     | 63’                                                                   |
| 11-6-2021                                                             | Roma                                                                  | Turchia                                                               | 0 – 3                                                                 | Italia                                                                | Euro 2020 - 1º turno                                                  | -                                                                     |                                                                       |
| 16-6-2021                                                             | Roma                                                                  | Italia                                                                | 3 – 0                                                                 | Svizzera                                                              | Euro 2020 - 1º turno                                                  | -                                                                     |                                                                       |
| 26-6-2021                                                             | Londra                                                                | Italia                                                                | 2 – 1 dts                                                             | Austria                                                               | Euro 2020 - Ottavi di finale                                          | -                                                                     |                                                                       |
| 2-7-2021                                                              | Monaco di Baviera                                                     | Belgio                                                                | 1 – 2                                                                 | Italia                                                                | Euro 2020 - Quarti di finale                                          | -                                                                     | 79’                                                                   |
| 1-6-2022                                                              | Londra                                                                | Italia                                                                | 0 – 3                                                                 | Argentina                                                             | Coppa dei Campioni CONMEBOL-UEFA 2022                                 | -                                                                     | 62’                                                                   |
| 7-6-2022                                                              | Cesena                                                                | Italia                                                                | 2 – 1                                                                 | Ungheria                                                              | UEFA Nations League 2022-2023 - 1º turno                              | -                                                                     | 75’                                                                   |
| 14-6-2022                                                             | Mönchengladbach                                                       | Germania                                                              | 5 – 2                                                                 | Italia                                                                | UEFA Nations League 2022-2023 - 1º turno                              | -                                                                     | 65’                                                                   |
| 23-3-2023                                                             | Napoli                                                                | Italia                                                                | 1 – 2                                                                 | Inghilterra                                                           | Qual. Euro 2024                                                       | -                                                                     |                                                                       |
| 15-6-2023                                                             | Enschede                                                              | Spagna                                                                | 2 – 1                                                                 | Italia                                                                | UEFA Nations League 2022-2023 - Semifinale                            | -                                                                     | 46’                                                                   |
| 18-6-2023                                                             | Enschede                                                              | Paesi Bassi                                                           | 2 – 3                                                                 | Italia                                                                | UEFA Nations League 2022-2023 - Finale 3º posto                       | -                                                                     | 74’                                                                   |
| Totale                                                                |                                                                       | Presenze                                                              | 24                                                                    |                                                                       | Reti                                                                  | 0                                                                     |                                                                       |

## Palmarès

### Club

#### Competizioni giovanili
- Torneo di Viareggio: 1

Juventus: 2012

#### Competizioni nazionali
- Supercoppa italiana: 1

Juventus: 2018
- Campionato italiano: 2

Juventus: 2018-2019
Napoli: 2024-2025

#### Competizioni internazionali
- UEFA Conference League: 1

Roma: 2021-2022

### Nazionale
- Campionato d'Europa: 1

Europa 2020

### Individuale
- Golden Boy del Torneo di Viareggio: 1

2012
- Squadra della stagione della UEFA Europa League: 1

2020-2021
- XI All Star Team del campionato d'Europa: 1

Europa 2020

## Opere
- Buongiorno, Campioni. Il mio racconto degli Europei, con Alessandro Alciato, Sperling & Kupfer, 2021, ISBN 978-88-200-7262-9, SBN MIL1003917.